# Pro Evolution Soccer 6
Pro Evolution Soccer 6 (skraćeno: PES 6, u Japanu: Winning Eleven 10) naslov je iz serijala nogometnih videoigara Pro Evolution Soccer, japanskog proizvođača Konamija.
Pro Evolution Soccer 6 je jedna od najpopularnijih "PES" igara, također, PES 6 je posljednja igra iz serijala koja u naslovu ima redni broj; sljedeći PES-ovi imaju godinu u naslovu (PES 2008, PES 2009, PES 2010, itd.). U Europi je izdana 27. listopada 2006., u Japanu 12. listopada, a u Sjevernoj Americi 6. veljače 2007. godine.

## Omoti igre
Omoti PES-a 6 u pojedinim zemljama:
- Australija - John Aloisi
- Francuska - Thierry Henry i Didier Drogba
- Njemačka - Adriano i Roque Santa Cruz
- Italija - Adriano i Luca Toni
- Poljska - Adriano i Maciej Żurawski
- Portugal - Adriano i Deco
- Španjolska - Adriano i Cesc Fàbregas
- Švedska - Adriano i Kim Källström
- Engleska - John Terry i Adriano
- SAD - Adriano
- Japan - Shunsuke Nakamura i Zico
- Južna Koreja - Južnokorejska nogometna reprezentacija

## Licence
U PES-u 6 je trebala biti i njemačka Bundesliga, ali Konami nije uspio dobiti licencu:

### Lige
- Ligue 1
- Serie A
- Eredivisie
- La Liga

### Licencirani klubovi
| - Arsenal - Manchester United1 - F.C. Copenhagen - Bayern München1 - Juventus (Serie A) - Olympiacos1 - Rosenborg - Benfica1 | - FC Porto - Sporting1 - Celtic - Rangers - Djurgarden - Galatasaray - Dinamo Kijev |

### Klubovi bez licence
| - West Midlands Village (Aston Villa) - Lancashire (Blackburn Rovers) - Middlebrook (Bolton Wanderers) - South East London Reds (Charlton Athletic) - London FC (Chelsea) (ima licencu u PES-u 5) - Merseyside Blue (Everton) - West London White (Fulham) - Merseyside Red (Liverpool) - Man Blue (Manchester City) - Teesside (Middlesbrough) - Tyneside (Newcastle United) - Pompy (Portsmouth) - Berkshire Blues (Reading)3 - South Yorkshire (Sheffield United)3 | - North East London (Tottenham Hotspur) - Hertfordshire (Watford)3 - East London (West Ham United) - Lancashire Athletic (Wigan Athletic) - Patagonia (Boca Juniors)2 3 - Pampas (River Plate)2 3 - Bruxelles (Anderlecht)2 - FC Belgium (Club Brugge)2 - Caopolo (São Paulo)2 - AC Czech (Sparta Prag)2 - Athenakos FC (Panathinaikos)2 - Constanti (Fenerbahçe)2 - FC Bosphorus (Beşiktaş)2 |

Bilješke

1 Ovi klubovi prvi put imaju punu licencu u PES serijalu. 

2 Ovi klubovi nemaju prava imena igrača. 

3 Ovi se klubovi prvi put pojavljuju u PES serijalu. 

### Ostali klubovi
- PES United
- WE United
- Fc Barcelona

Postoji i 18 klubova naziva Team A, Team B, itd. (sve do kluba Team R), koji imaju nepostojeće igrače (npr. PlayerA001) s identičnim ocjenama. Oni se nalaze u igri jer Konami nije dobio licencu za njemačku Bundesligu i morao je zamijeniti njemačke klubove s ovima. Japanci su uspjeli dobiti licencu samo za FC Bayern München. Slična se stvar ponovila u PES-ovima 2008. i 2009.